# قرار مجلس الأمن التابع للأمم المتحدة رقم 1891
قرار مجلس الأمن التابع للأمم المتحدة رقم 1891 المتخذ بالإجماع في 13 أكتوبر 2009.

## القرار
تأكيدًا على التزامه المستمر بالسلام في جميع أنحاء السودان، بما في ذلك منطقة غرب دارفور التي لا تزال تشهد عنفًا، مدد مجلس الأمن ولاية فريق الخبراء الذي يساعد في مراقبة حظر الأسلحة والعقوبات المفروضة على من يعرقلون السلام في البلاد.
ومن خلال اتخاذ القرار 1891 (2009) بالإجماع، حث المجلس أيضا جميع الدول والأطراف المهتمة الأخرى على تقديم أي معلومات في حوزتها بشأن تنفيذ الحظر والعقوبات، بما في ذلك حظر السفر وتجميد الأصول على الأفراد والمنظمات المستهدفين.
وطلب من الفريق تنسيق أنشطته مع العملية المختلطة للاتحاد الأفريقي والأمم المتحدة في دارفور وتقييم التقدم المحرز نحو إزالة العوائق التي تعترض العملية السياسية والتهديدات التي يتعرض لها الاستقرار وانتهاكات قرارات مجلس الأمن.